# Flusso di ghiaccio MacAyeal
Il flusso di ghiaccio MacAyeal, precedentemente conosciuto come flusso di ghiaccio E, è un flusso di ghiaccio dell'Antartide che si origina, in particolare, nell'entroterra della Terra di Marie Byrd. Situato a nord del flusso di ghiaccio Bindschadler, da cui è separato dalla cresta glaciale Shabtaie, e a sud del flusso di ghiaccio Echelmeyer, il MacAyeal è uno dei più grandi flussi della Terra di Marie Byrd, dal cui entroterra fluisce verso ovest fino ad andare ad alimentare la barriera di Ross, nella parte orientale del territorio della Dipendenza di Ross, in particolare al confine tra la costa di Shirase e la costa di Siple.

## Storia
Originariamente chiamato "flusso E" dal personale del Programma Antartico degli Stati Uniti d'America (USAR) che, in una serie di rilevazioni sul campo effettuate dal 1983 al 1984, individuarono e cartografarono diversi flussi glaciali fino ad allora non rilevati, battezzandoli in ordine alfabetico (Flusso A, B, C, ecc...) a seconda della loro posizione da sud a nord lungo la costa orientale della barriera di Ross, il flusso di ghiaccio MacAyeal è stato così battezzato dal comitato consultivo dei nomi antartici nel 2002 in onore di Douglas R. MacAyeal, del dipartimento di scienze geofisiche dell'Università di Chicago, che dal 1989 al 2002 partecipò a diversi studi effettuati dall'USAR, tra cui quelli sui flussi glaciali della Dipendenza di Ross e della Terra di Marie Byrd.